# Pierre Gauvreau (peintre)
Pour Pierre Gauvreau (architecte), voir Pierre Gauvreau (architecte).
Pierre Gauvreau, né le 23 août 1922 et mort le 7 avril 2011 à Montréal,, est un artiste-peintre et auteur québécois, aussi scénariste, réalisateur de télévision et producteur de cinéma.
Peintre automatiste, il est le frère de l'auteur Claude Gauvreau, signataire comme lui du Refus global.

## Biographie

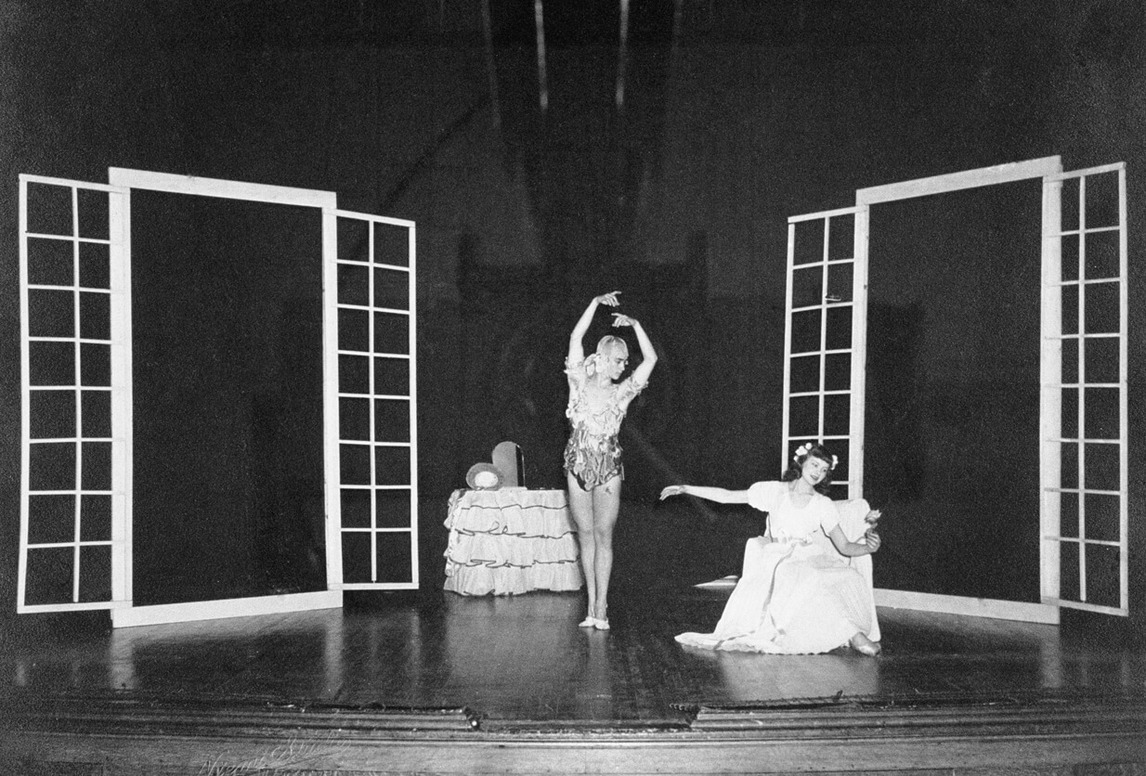
Sur scène avec Françoise Sullivan

Pierre Gauvreau entreprend en 1940, des études à l'École des beaux-arts de Montréal qui offre une formation beaucoup trop académique pour lui. Gauvreau a déjà découvert l'art moderne par le biais de reproductions d'œuvres de Matisse et Picasso, entre autres, dans les magazines. Lors d'une exposition du collège Sainte-Marie, en 1941, présentant une vingtaine d'huiles de Gauvreau, influencées par le fauvisme, Paul-Émile Borduas, invité à juger le concours, remarque ses peintures, et l'invite à se joindre au groupe d'artistes se réunissant chaque semaine dans son atelier. Pierre demande la permission à Borduas d'amener quelques amis qui sont : Françoise Sullivan, Louise Renaud, Fernand Leduc, qui étudient aux beaux-arts avec lui et son ami Bruno Cormier. En 1948, ils signeront tous le manifeste Refus Global écrit par Borduas. Les autres signataires sont :  Madeleine Arbour, Marcel Barbeau, Marcelle Ferron, Claude Gauvreau, Muriel Guilbault, Thérèse Renaud(Leduc) Jean-Paul Mousseau, Maurice Perron, Françoise Riopelle, Jean Paul Riopelle. C'est Pierre Gauvreau qui dactylographiera tous les textes et imprimera les 400 copies. Il restera fidèle à ces préceptes toute sa vie. Dans le film, Gauvreau ou l'obligation de la liberté de Charles Binamé, (production Vivavision, 2000) on peut constater la persistance de ses convictions.
En 1943, il expose avec 22 autres jeunes artistes regroupés sous le nom des Sagittaires à la Dominion Gallery et à la Société d'art contemporain. La même année, Pierre Gauvreau devient officier d'infanterie dans l'armée canadienne. Il continue de peindre dans ses rares moments de liberté et en juillet 1944, il réussit son premier tableau non figuratif. Puis, basé outre-mer, il envoie à son frère Claude des dessins que celui-ci intègrera à la première exposition de ceux que l'on appellera Les Automatistes au printemps 1946. Libéré au cours de l'été, il revient à Montréal et entreprend résolument de peindre. En 1947 et 1950, il présente ses œuvres à l'appartement familial du 75 rue Sherbrooke Ouest. Il participe aux principales manifestations d'avant-garde.
En 1947, il réalise les décors de la pièce de théâtre Bien-être de son frère Claude Gauvreau.
En décembre 1948, lorsque son ami Jean Paul Riopelle quitte le Québec pour s'installer en France, il part avec une quinzaine de tableaux de Pierre pour les exposer. Il le fait participer à quelques expositions dont Rixes et Contre-espace en 1951.
Pendant les années 1950, il est animateur de radio et de télévision. De 1955 à 1967, il est réalisateur à la section jeunesse de Radio-Canada. Pépinot, textes Réginald Boisvert, Radisson, CF-RCK, Rue de l'anse, D'Iberville, une coproduction internationale et première série couleur de Radio-Canada.
La Galerie Denyse Delrue présente ses œuvres récentes en 1961 et 1962, année où il participe au Festival des deux mondes à Spolète, en Italie. Il est de l'exposition inaugurale du Musée d'art contemporain à l'Expo 67. En 1971 et 1972 a lieu au MAC à Montréal et au Grand Palais à Paris, Borduas et les automatistes, Montréal 1942-1955
Pendant la décennie qui suit, il est directeur de la création à Radio-Québec, chef de studio (IXE-13, Le Temps d'une chasse, L'Exil) puis directeur de la production française à l'Office national du Film. Il quitte en 1972 pour retourner à la création. De retour à Radio-Québec, il réalise trois séries documentaires auxquelles il attache beaucoup d'importance : On n'a plus les séances qu'on avait, sur le jeune théâtre ; Si l'monde savait, sur les artistes autodidactes parfois nommée les patenteux ; puis Aux yeux du présent, une série de procès avec jury sur des épisodes pertinents de l'Histoire.
En 1973, il présente, à la Société Radio-Canada, un projet de télé série sur l'avènement de la modernité au Québec. Plusieurs années plus tard, adapté en téléroman à la demande de la SRC, ce projet deviendra la trilogie téléromanesque à succès Le Temps d'une paix (1980-1986), Cormoran (1990-1993), et Le Volcan tranquille (1997-1998).
En 1990, il reçoit un Grand Prix de l'Académie canadienne du cinéma et de la télévision, pour l'ensemble de son œuvre.
En janvier 1976, avec Janine Carreau, sa nouvelle compagne, peintre et photographe, il achète un triplex sur la rue Cherrier à Montréal ce qui leur donne l'espace pour se faire des ateliers. Le 7 décembre 1976, il reprend enfin les pinceaux qu'il avait délaissés depuis février 1963 faute de temps.
De son vivant, il participe à plus de 170 expositions.
En 1995, il reçoit le Prix Louis-Philippe-Hébert pour l'ensemble de son œuvre peint.
En juin 2010, le Musée de Charlevoix à La Malbaie expose ses toiles lors d'une exposition pour le 25e anniversaire de l'émission télévisée Le Temps d'une paix dont il a rédigé les textes.
Il meurt le 7 avril 2011, à l'âge de 88 ans, d'une insuffisance cardiaque.
Il a partagé son temps entre Montréal et les Cantons-de-l'Est et a peint aux deux endroits.

## Œuvres d'art
- Pulsion allègre, grave, jaune, assoiffée, 1944, huile sur carton, 55 x 76 cm Musée national des beaux-arts du Canada, Ottawa (premier tableau non-figuratif)
- Aspect franc, 1944, huile sur masonite, 50,5 x 65,6 cm, Musée national des beaux-arts du Canada, Ottawa
- L'oblongue étalène, 1947, huile sur toile, 60,8 x 106,5 cm, Musée d'art contemporain de Montréal[5].
- Le squelette aux pieds d'étoile, 1949, huile sur toile, 45,7 x 35,6 cm, Musée national des beaux-arts du Canada, Ottawa[6].
- Le Festin des omophages série Les Plaines démontables, 1947, huile sur toile, 86,8 x 206,5 cm, Musée national des beaux-arts du Québec, Québec[7].
- La Fleur anthropophage, 1947, huile sur carton, 60,5 x 49 cm, Musée national des beaux-arts du Québec, Québec[8].
- Hommage à Giordano Bruno, 1948, huile sur toile, 121,7 x 151,2 cm, Musée national des beaux-arts du Québec, Québec[9].
- Mes rêves sont fixes dans l'univers sinueux, 1951, huile sur toile, 91 x 55,6 cm, Musée national des beaux-arts du Québec, Québec[10].
- Cité radieuse, 1962, huile sur toile, 122 x 152 cm, collection privée
- Ont des oreilles attentives, 1977, acrylique sur bois, 76 x 91 cm, collection privée.
- Salade aux œufs durs, 1978, acrylique sur bois, 122 × 122 cm, collection privée.
- Maudit par quelques-uns, 1978, acrylique sur toile, 122 x 152 cm, collection Banque d'œuvres d'art du Canada
- Aimé par quelques autres, 1978, acrylique sur toile, 122 x 152 cm, Musée de la civilisation du Québec, Québec, ex collection Janine Carreau
- La jeune fille et la lune (Claude Gauvreau), 1978, acrylique sur toile, 183 x 122 cm, collection privée
- Les vacances d'un cyclope, 1979, acrylique sur bois, 244 x 244 cm, Musée de la civilisation du Québec, Québec.
- À titrer, 1980, techniques mixtes sur 4 panneaux de bois, (fait avec les drapeaux du Québec qui trainaient dans la rue Cherrier le lendemain du référendum de 1980), 244 x 366 Musée de la civilisation du Québec, Québec
- Weekend poivré, 1982, acrylique sur toile, 152 x 126 cm, Musée national des beaux-arts du Québec, Québec[11].
- Fenêtre biologique, 1988, acrylique sur toile, 183 x 122 cm, Musée de la civilisation du Québec, Québec
- Le courage de nos questions (Carl Sagan), 1988, acrylique sur toile, 183 x 122 cm, collection privée
- Éloge de l'asymétrie, 1994, acrylique sur toile, 152 x 122 cm, Ville de Laval.
- Cadavre exquis au toucan, 1982-1996, en trio avec Charles Binamé et Janine Carreau, acrylique et huile sur toile, 91 x 91, Musée de la civilisation du Québec, Québec
- Ce qui de notre vivant doit être formulé (André Breton), 1998, acrylique sur 3 toiles, 117 x 467 cm, Musée de la civilisation du Québec, Québec
- Les oranges sont vertes, elles sont aussi bleu, blanc, rouge, n'est-ce pas Serge ? 1998, acrylique sur toile, 117 x 117 cm collection privée, (fait pour et offert à Serge Lemoyne quelques jours avant son décès)
- Agapes nocturnes, 1999, acrylique, 117 x 117 cm, collection privée.
- LES INSOUMIS IV Hommage à Maurice Perron, 2000, acrylique sur toile, 112 x 112 cm, collection privée (série de 13 tableaux)
- Salut Jean Paul, bonne chasse !, 2002, cadavre exquis en duo avec Janine Carreau, acrylique sur toile, 112 x 168 cm, Musée de la civilisation du Québec, Québec (fait lors du départ de leur ami Jean Paul Riopelle)
- Pour Bruno, 2003 acrylique sur toile 112 x 112 cm, collection Institut Philippe-Pinel, Montréal. (un hommage à Bruno Cormier, son grand ami, l'un des trois fondateurs de l'Institut)
- Requiem pour Marie Trintignant, 2003, triptyque acrylique sur cartons antiacides 30,5 x 76,5 cm, collection Institut Philippe-Pinel, Montréal
- Les boucliers mégalomanes II (Claude Gauvreau), 2004, acrylique sur toile, 122 x 76 cm, Musée de la civilisation du Québec, Québec
- Perversité galopante, 2006, techniques mixtes, 91 x 76 cm, collection privée
- Maganer les statues, 2006, techniques mixtes sur toile, 161 x 61 cm, Musée de la civilisation du Québec, Québec
- Humeur neigeuse, 2006, cadavre exquis  en duo avec Janine Carreau, acrylique sur 8 cartons anti acides 76 x 76 cm, Musée de la civilisation du Québec, Québec
- Les Riches heures de la rue Cherrier  2007-2008, techniques mixtes, série de 20 tableaux
- Les Mille et Deux Nuits, 2008, cadavre exquis en duo avec Janine Carreau, tondo, 41 cm diamètre, techniques mixtes sur 8 cartons,
- Échos d'un autre monde XVI, cadavre exquis, en forme de casse-tête en duo avec Janine Carreau, 2010, acrylique sur 34 morceaux de bois 102 x 178 cm, collection privée
- Passe-partout pour l'insondé, 2011, techniques mixtes sur toile, 76 x 152 cm, collection privée, dernier tableau de Pierre Gauvreau

## Filmographie

### Producteur
- 1971 : Le Savoir-faire s'impose : 1re partie
- 1971 : Le Savoir-faire s'impose : 2e partie
- 1971 : Pizzagone
- 1971 : Stop
- 1972 : IXE-13
- 1972 : L'Exil
- 1972 : Et du fils
- 1972 : Le Temps d'une chasse

### Acteur
- 1954 : Vancouver : narrateur (voix)
- 1954 : Saint-Pierre-et-Miquelon : narrateur (voix)
- 1954 : Reliques indiennes : narrateur (voix)
- 1954 : La Coupe du bois en Colombie-Britannique : narrateur (voix)

### Réalisateur
- 1954 : Pépinot (série télévisée)
- 1957 : Radisson (série télévisée)
- 1959 : CF-RCK (série télévisée)
- 1963 : Rue de l'anse (série télévisée)
- 1968 : D'Iberville (série télévisée)
- 1977 : Chez Denise (série télévisée)

## Auteur
- 1959 : Conrad (télé théâtre production Radio-Québec)
- 1959 : Les jeux sont faits (télé théâtre production SRC)
- 1980-1986 : Le temps d'une paix (téléroman 133 épisodes production SRC)
- 1982 : Le temps d'une paix spécial de Noël (téléroman production SRC)
- 1990-1993 : Cormoran (téléroman 78 épisodes production SRC)
- 1997-1998 : Le volcan tranquille (téléroman 52 épisodes production SRC)

## Expositions
- Exposition des Sagittaires, exposition collective incluant les œuvres de 23 artistes, Galerie Dominion, 30 avril au 9 mai 1943
- Deuxième exposition des automatistes, exposition incluant les œuvres de Barbeau, Borduas, Fauteux, Leduc, Mousseau et Gauvreau lui-même, chez la mère de Gauvreau (75, rue Sherbrooke O., app. 5), du 15 février au 1er mars 1947[3]
- Première exposition solo des œuvres de Gauvreau (rassemble 33 toiles), chez la mère de Gauvreau (75, rue Sherbrooke O., app. 5), 15 au 30 novembre 1947[3]
- 1979 Œuvres de Pierre Gauvreau, au Musée d'art contemporain de Montréal , du 26 avril au 10 juin
- 1979 Galerie Dresdnere, Toronto;
- 1979 Frontiers of Our Dreams: Quebec Paintings in the 1940's and the 1950's, Winnipeg Art Gallery
- 1981 Pierre Gauvreau The First Decade 1944-1954, Agnes Etherington Art Center, Kingston, Ontario, et Musée du Québec Karen Wilkin commissaire
- 1981Pierre Gauvreau œuvres récentes Galerie Dresdnere, Toronto et Galerie Gilles St-Pierre, Montréal
- 1983 Association des artistes non-figuratifs de Montréal 1956-1962, exposition itinérante présentée dans 6 villes au Canada,
- De Durer à Saxe gravures et dessins, Cabinet des estampes Musée des beaux-arts de Montréal,
- Le Musée du Québec, 50 ans d'acquisitions, 500 œuvres majeures de la collection permanente.
- Échos d'un nouveau monde, Janine Carreau et Pierre Gauvreau, Galerie Michel-Ange, 14 octobre au 1er novembre 2009
- Périté : Marcel Barbeau, Pierre Gauvreau, Fernand Leduc, Galerie Michel-Ange, 17 février au 17 mars 2011

## Œuvre écrite
- La vie est déjà ailleurs (1950), texte recueilli par Études françaises, volume 34, numéro 2-3, automne-hiver 1998, p. 259-264 (lire en ligne).

## Distinctions
- 1982 : Prix Anik, pour Le Temps d'une paix, la meilleure dramatique produite au Canada
- 1985 : Prix du ministre des Communications
- Plusieurs prix Gémeaux, dont :
  - 1987 : pour Le Temps d'une paix, meilleure série dramatique
  - 1993 et 1994 : pour Cormoran, meilleur téléroman
- 1990 : Grand prix de l’Académie canadienne du cinéma et de la télévision, pour l’ensemble de son œuvre télévisuelle
- 1995 : Prix du Mérite de la langue française, par  l'Office de la langue française du Québec
- 1996 : Prix Louis-Philippe-Hébert, pour l'ensemble de son œuvre picturale
- 1998 : Postes Canada reproduit l'une de ses œuvres picturale sur un timbre
- 1998 : Prix Condorcet, du Mouvement laïque québécois, qu'il reçoit au nom de tous les signataires de Refus global de 1948
- 1999 : Prix Anik, pour Cormoran